# Polgár Lászlóné
Polgár Lászlóné Altberger Klára (több helyen Polgár Klára, idegen nyelvű cikkekben Klara Polgar néven szerepel) (Tiszaújlak, 1946. május 13. –) tanár, Polgár László pedagógus, sakkedző felesége és a Polgár lányok (Zsuzsa, Zsófia és Judit) édesanyja.

## Élete
A Szovjetunióhoz tartozó Kárpátalján fekvő Tiszaújlakon született, magyar anyanyelvű családban. Iskoláit ukrán nyelven végezte, majd az Ungvári Nemzeti Egyetemen szerzett nyelvszakos pedagógus diplomát. Magyar nyelven történő levelezéshez keresett társat, így találkozott először levélben Polgár Lászlóval, majd 1965-ben egy budapesti látogatása során személyesen is. 1967. április 20-án házasodtak össze.
Kezdetben egy nevelőintézetben dolgozott, majd pedagógus hivatását feladta a három lány neveléséért, évtizedekig dolgozott a háttérben. A Polgár László-féle nevelési kísérletről írta doktori értekezését.

## Lányai
1969. április 19-én született Zsuzsa, 1974-ben Zsófia, 1976-ban Judit lányuk. Mindhárman a sakkozás révén váltak ismertté. Polgár Zsuzsa női világbajnok volt 1996–1999 között, a klasszikus sakkjáték mellett rapidsakkban és villámsakkban is világbajnoki címet szerzett a nők között. Polgár Zsófia U14 korosztályos sakkvilágbajnok, rapidsakkban U20 junior világbajnok. Polgár Judit U14 és U12 korosztályos ifjúsági világbajnok volt a fiúk között, az értékszám szerint legjobb magyar férfi sakkozók részvételével rendezett versenyen magyar szuperbajnoki címet szerzett, az abszolút világranglistán a legjobb helyezése a 8. hely volt, emellett kétszeres sakkolimpiai ezüstérmes a nyílt kategóriában. A három lány alkotta magyar válogatott (kiegészítve Mádl Ildikóval) kétszeres sakkolimpiai aranyérmes a nők között.

## Publikációja
- Polgár Lászlóné: Zseninevelés családi körülmények között a Polgár László-féle modell alapján. ELTE BTK doktori értekezés. Budapest, 1990.

## Díjai, elismerései
- Budapest sportjáért díszpakett (1989)[5]
- Krisztina-díj (2018)[6]